# Four Lions
Four Lions is een Britse filmkomedie uit 2010 onder regie van Christopher Morris.

## Verhaal
De Britse moslim Omar wil jihadstrijder worden. Samen met zijn vrienden Waj, Barry en Faisal maakt hij een bom om een terroristische aanslag te plegen in Londen. Door hun amateuristische gestoethaspel lopen die plannen al snel in het honderd.

## Rolverdeling
- Riz Ahmed: Omar
- Kayvan Novak: Waj
- Nigel Lindsay: Barry
- Adeel Akhtar: Faisal
- Arsher Ali: Hassan
- Craig Parkinson: Matt
- Preeya Kalidas: Sofia
- Julia Davis: Alice